# スプリングホリデー/口ゲンカしないで♪
「スプリングホリデー/口ゲンカしないで♪」 （スプリングホリデー/くちゲンカしないで）は、初代・恵比寿マスカッツの4枚目のシングル。

## 概要
- type　A、B、Cの3形態でリリース。
- 「スプリングホリデー」のPVは千葉県内の遊園地で撮影された。
- 「口ゲンカしないで」では、希崎ジェシカがフルートを演奏している。
- 「スプリングホリデー」は恵比寿★マスカッツの喜怒愛楽ツアー『全国イク行く〜♡』より歌い継がれている。

## 収録曲
（全作詞：Maccoi、作曲:Jam&Lice）

### type A
1. スプリングホリデー [4:28]
2. 口ゲンカしないで♪ [4:46]
3. スプリングホリデー
〜Rioかわいいハイスクール〜 [4:32]
Rio、桜木凛、永作あいり、山口愛実、かすみ果穂、瑠川リナ、織井遙菜、凛々果、林田ゆりあ

### type B
1. スプリングホリデー
2. 口ゲンカしないで♪
3. スプリングホリデー
〜初音かわいい水産高校〜 [4:32]
初音みのり、蒼井そら、安藤あいか、希志あいの、山中絢子、児玉菜々子、一条真央、横山美雪

### type C
1. スプリングホリデー
2. 口ゲンカしないで♪
3. スプリングホリデー
〜麻美ハツラツ女子短期大付属高校〜 [4:32]
麻美ゆま、吉沢明歩、西野翔、小川あさ美、かすみりさ、希崎ジェシカ、川村えな、小倉遥、園田真紀、栗山夢衣

→なお永瀬ゆみはこのシングル曲に参加をしていない。

## 収録アルバム
| 曲名               | 収録アルバム                                  | 発売日        |
| ------------------ | --------------------------------------------- | ------------- |
| スプリングホリデー | 『ザ マスカッツ〜ハリウッドからこんにちは〜』 | 2011年5月25日 |
| 口ゲンカしないで♪  | 『ザ マスカッツ〜ハリウッドからこんにちは〜』 | 2011年5月25日 |